# Bulang (Gunung Megang)
Bulang is een bestuurslaag in het regentschap Muara Enim van de provincie Zuid-Sumatra, Indonesië. Bulang telt 1981 inwoners (volkstelling 2010).